# Lonchidiopsis setosus
Lonchidiopsis setosus is een eenoogkreeftjessoort uit de familie van de Notodelphyidae. De wetenschappelijke naam van de soort is voor het eerst geldig gepubliceerd in 1981 door Jones J.B. & Montez-Moreno.